# جان كريستوف فاتيو
جان كريستوف فاتيو (17 نوفمبر 1656 - 18 أكتوبر 1720) هو مهندس من كانتون جنيف وسياسي وفيلسوف طبيعي، وزميل في الجمعية الملكية منذ عام 1706.
كان الأخ الأكبر لنيكولاس فاتيو. انتخب كزميل في الجمعية الملكية في 3 أبريل 1706 ونشر في المداولات الفلسفية للجمعية الملكية (xxv. 2241-6) وصفاً لكسوف الشمس الذي كان قد لوحِظ في جنيف في 12 مايو من ذلك العام. توفي في جنيف في أكتوبر 1720.